# Liste der denkmalgeschützten Objekte in Rejštejn
Grundlage dieser Liste der denkmalgeschützten Objekte in Rejštejn ist die ÚSKP-Liste (Ústřední seznam kulturních památek České republiky, deutsch Zentrale Liste der Kulturdenkmäler der Tschechischen Republik), die von der tschechischen Denkmalschutzbehörde NPÚ (Národní památkový ústav, deutsch Nationale Denkmalbehörde) seit 1987 geführt wird und an die seit dem Jahr 1850 geschaffenen Listen anschließt.

## Denkmalgeschützte Objekte nach Ortsteilen

### Rejštejn
| Lage                               | Objekt                  | Beschreibung | ÚSKP-Nr.                  | Bild           |
| ---------------------------------- | ----------------------- | --- | ------------------------- | -------------- |
| Rejštejn, Nr. 18, Nr. 7 (Standort) | Kirche St. Bartholomäus | Kirche St. Bartholomäus, Umfassungsmauer mit Tor, Treppenhaus. Ursprünglich ein gotisches Gebäude, barockisiert. | 23232/4-3277 Info Katalog | weitere Bilder |

### Klášterský Mlýn
| Lage                                          | Objekt         | Beschreibung | ÚSKP-Nr.                  | Bild           |
| --------------------------------------------- | -------------- | --- | ------------------------- | -------------- |
| Klášterský Mlýn, Klášterský Mlýn 4 (Standort) | Spaunova Villa | Jugendstil-klassizistische Villa vom Anfang des 20. Jahrhunderts nach einem Entwurf des Wiener Architekten Leopold Bauer. Der Besitzer war Maximilian von Spaun. Ursprüngliche Verwendung von irisierendem Glas im Innen- und Außenbereich. Kleiner englischer Park mit Garten. | 28288/4-4159 Info Katalog | weitere Bilder |

### Malý Kozí Hřbet
| Lage                                                       | Objekt                     | Beschreibung | ÚSKP-Nr.                  | Bild           |
| ---------------------------------------------------------- | -------------------------- | --- | ------------------------- | -------------- |
| Malý Kozí Hřbet, Nr. 35/2, zwischen Nr. 7 und 8 (Standort) | Marterl                    | Marterl. Eine viereckige Granitsäule mit Gehrungskanten und einer abgerundeten Kapelle mit einer ovalen Nische an der Vorderseite. An der Spitze ein zweiarmiges geschmiedetes Kreuz.                                                                                 | 13445/4-5121 Info Katalog | BW             |
| Malý Kozí Hřbet, Dorfplatz, Nr. 59 (Standort)              | Kapelle der Jungfrau Maria | Quadratische Kapelle mit rechteckigem Grundriss, halbkreisförmigem Bogen, dreieckigem Giebel und polygonalem Glockenturm. Ein Beispiel für ein kleines Sakralgebäude aus der ersten Hälfte des 19. Jahrhunderts, das die Kultur der Menschen im Böhmerwald darstellt. | 44219/4-4285 Info Katalog | weitere Bilder |

### Radešov
| Lage                              | Objekt     | Beschreibung | ÚSKP-Nr.                  | Bild       |
| --------------------------------- | ---------- | --- | ------------------------- | ---------- |
| Radešov, Radešov če. 2 (Standort) | Haus Nr. 2 | Landhaus: Wohnhaus, Nebengebäude, Scheune. Typisches Bergziegelhaus aus der ersten Hälfte des 19. Jahrhunderts, auf dem Dach ein vierseitiger Glockenturm, unter dem Häuschen Tonnengewölbekeller. | 21223/4-3279 Info Katalog | Haus Nr. 2 |

### Svojše
| Lage                            | Objekt                       | Beschreibung | ÚSKP-Nr.                  | Bild           |
| ------------------------------- | ---------------------------- | --- | ------------------------- | -------------- |
| Svojše, Čeňkova Pila (Standort) | Wasserkraftwerk Čeňkova Pila | Wasserkraftwerk Čeňkova Pila. Erbaut 1912 von J. Schmidt aus Vimperk für den Prager Unternehmer Čeněk Bubeníček. Die Einrichtung befindet sich seit 1912 in ihrem ursprünglichen Zustand. Seit 1997 ist es im Rahmen der Ausstellung der Böhmerwald-Energie an der Vydra für die Öffentlichkeit zugänglich. Der offene Niederdruckförderer von Vydra wird von zwei Dritteln der Länge als ausgehobener, ummauerter Kanal geführt, der den parallelen Wanderweg an zwei Stellen kreuzt und in der verbleibenden Länge (126 Meter) die Form eines oberirdischen hölzernen Troges hat. | 10033/4-4985 Info Katalog | weitere Bilder |
| Svojše, Svojše 34 (Standort)    | Haus Nr. 34 mit Schmiede     | Böhmerwald-Gehöft mit teilweise erhaltenem Schmiedeinnenraum. Wertvolle Zeugnisse der Böhmerwald-Volksarchitektur aus der Mitte des 19. Jahrhunderts. | 44231/4-4526 Info Katalog | BW             |

### Velký Radkov
| Lage                             | Objekt                  | Beschreibung | ÚSKP-Nr.            | Bild           |
| -------------------------------- | ----------------------- | --- | ------------------- | -------------- |
| Velký Radkov, Nr. 189 (Standort) | Dehtařská pec, Pechofen | Ein sehr seltenes erhaltenes technisches Denkmal zur Gewinnung von Teer und verwandten Produkten durch Trockendestillation von Holz. | 105812 Info Katalog | weitere Bilder |